# قالب‌گیری تزریقی واکنشی
روش قالبگیری تزریقی واکنشی ( RIM ) در واقع روشی مشابه با قالب گیری تزریقی پلاستیک است با این تفاوت که از پلیمرهای ترموست استفاده می شود که برای ایجاد، به یک واکنش پخت در قالب نیاز دارد .
در نگاه اول ، تنها تفاوت بین قالبگیری تزریقی سنتی و قالب گیری تزریقی واکنشی (RIM) یک کلمه به نظر می رسد. با این حال ، در حقیقت یک دنیا تفاوت بین این دو روند وجود دارد. (RIM) از واکنش های شیمیایی برای تولید قطعات قوی تر ، سخت تر ، سبک تر ، پیچیده تر و منعطف پذیرتر نسبت به روش قبلی است و با میزان قابل توجهی مقرون به صرفه تر از قالبگیری تزریقی استاندارد است.
اقلام رایج ساخته شده از طریق روش RIM شامل سپرهای خودرو ، اسپویلر هوا و گلگیرها می باشد.

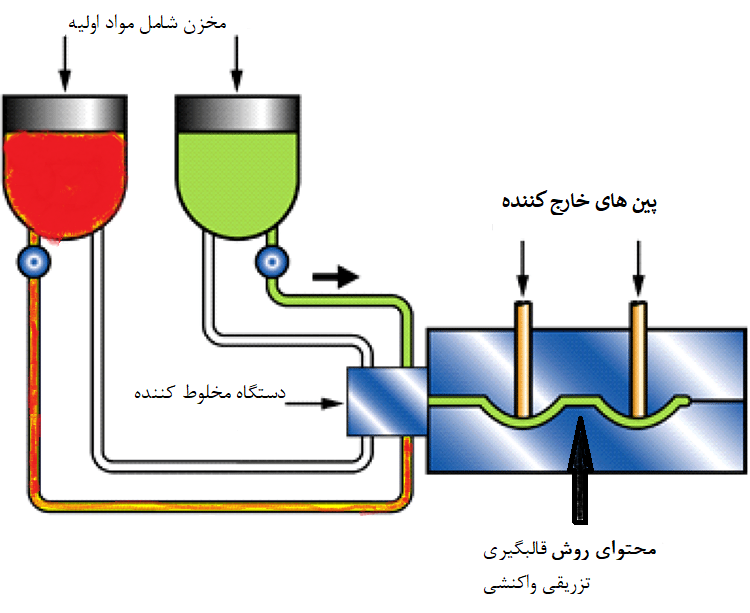
تصویری از فرآیند کلی قالبگیری تزریقی واکنشی

## روند کار
دو قسمت از پلیمر با هم مخلوط می شوند ، معمولاً با تزریق آنها تحت فشار زیاد به میکسر ضدزنگ . سپس مخلوط تحت فشار کمتری به قالب تزریق می شود. این مخلوط به اندازه کافی اجازه می یابد تا در قالب بماند تا منبسط شود و بهبود یابد .
مایعات قبل از انتقال به قالب برای فرآیند پخت ، با سرعت و فشار بالا،چیزی در حدود (1200 psi) با استفاده از میکسر مهار کننده مخلوط می شوند. 
از آنجا که پلیمرهای مایع برای تکمیل قطعه نسبت به مواد سنتی مانند فلزات ، به فشار کمتری و دمای پایین نیاز دارند ، RIM با استفاده از قالب های آلومینیومی سبک وزن ، مزیت بیشتری در صرفه جویی در هزینه های تولید دارد. 
پلیمر مخلوط با استفاده از ترکیبی از فشار کم (تقریباً 100 psi) و گرم شدن قالب تا حدود 180 درجه فارنهایت (82 درجه سانتیگراد) در داخل قالب پخت می شود. 
زمان های پخت داخل قالب بسته به اندازه ، پیچیدگی و ضخامت قطعه از یک تا چند دقیقه متفاوت است. 

## انواع روش های قالب گیری تزریقی واکنشی
اگر عوامل تقویت کننده به مخلوط اضافه شوند ، فرآیند به عنوان قالگیری تزریقی واکنشی تقویت شده ( RRIM ) شناخته می شود. عوامل تقویت کننده معمولا شامل الیاف شیشه و میکا است . این فرآیند معمولاً برای تولید پانل های اتومبیل سفت و سخت استفاده می شود. 
یکی از زیرمجموعه های RIM قالبگیری تزریقی واکنشی ساختاری ( SRIM ) است. که از مشهای فیبر برای ماده تقویت کننده استفاده می کند. مش الیاف ابتدا در قالب مرتب شده و سپس مخلوط پلیمر بر روی آن قالب تزریق می شود. 
متداول ترین ماده قابل پردازش RIM ، پلی یورتان است (که به طور کلی با نام PU-RIM شناخته می شود ) ،  اما سایر موارد شامل پلی اوره ، پلی ایزوسیانورات ، پلی استرها ، پلی فنول ها ، پلی اپوکسیدها و نایلون 6 است . از نظر پلی یورتان ، یک جز  مخلوط پلی ایزوسیانات است و جز ترکیبی دیگر در این مخلوط از پلیول ، سورفاکتانت ، کاتالیزور و عامل دمنده است . 

## مزایا و معایب
قالب تزریق واکنش می تواند قطعات سبک ، انعطاف پذیر و مستجکم تولید کند که به راحتی رنگ آمیزی می شوند.
همچنین دارای مزیت زمان چرخه سریع در مقایسه با مواد معمولی ریخته گری شده در روش خلاء است. مخلوط دو جز تزریق شده در قالب نسبت به پلیمرهای ترموپلاستیک گرانروی بسیار کمتری دارد ، بنابراین موارد بزرگ ، سبک وزن و دیواره نازک می توانند با موفقیت RIM پرداخت شوند. این مخلوط نازک تر نیز به نیروهای بستن یا (Clamping) کمتری نیاز دارد که منجر به تجهیزات کوچکتر و در نهایت هزینه های سرمایه کمتر می شود. مزیت دیگر محصول فرآوری شده RIM این است که پوستی با چگالی بالا با هسته کم چگالی تشکیل می شود. 
معایب آن ، زمان چرخه کند ، در مقایسه با قالبگیری تزریقی معمولی ، و مواد اولیه گران قیمت است.

## ابزار
فولاد یا آلومینیوم ماشین کاری شده ؛ آلومینیوم ریخته گری شده لاستیک سیلیکون؛ رزین اپوکسی؛ نیکل بسته به اندازه قطعه مورد نیاز دستگاه ها می توانند بزرگ یا کوچک باشند.

## لینک های خارجی
- نمونه هایی از محصولات قالب گیری تزریق واکنش بایگانی‌شده  در ۸ اوت ۲۰۱۹ توسط Wayback Machine
- با استفاده از قالب گیری واکنش برای Medtech و دستگاه های پزشکی